# Klaas Veldkamp
Klaas Veldkamp (Hollandscheveld, 5 oktober 1864 – Amsterdam, 27 oktober 1945) was een Nederlands logopedist en muziekleraar.
Hij was zoon van Johanna Halfmouw en (hoofd)onderwijzer en organist Berend Veldkamp. Hijzelf trouwde in 1896 als solozangleraar met onderwijzersdochter Aukje Baudina van der Leest. Dochter Hanny Veldkamp (Johanna Margaretha) trad in de voetsporen van haar vader, dochter Greta (Margaretha Johanna) werd beschreven in een door haar vader bijgehouden boekje (Kleine en grootere bijzonderheden over Greta). Beide dochters studeerden te Groningen.

## Opleiding en werk
Hij kreeg onderwijs in stemvorming, uitspraak en voordracht aan het Haags conservatorium. Hij kreeg er lessen van Willem Nicolaï, Arnold Spoel en Antonie Jacobus Ackerman. Hij werd vanaf 1895 zelfstandig leraar en later docent aan de stads- en rijks-kweekschool voor onderwijzers in Groningen. Ook gaf hij les aan de Faculteit der Letteren van de Universiteit Groningen (fonetiek).
Daarnaast was hij (koor)dirigent in en om Groningen, zoals het plaatselijk vermaarde koor "Bekker" (tussen 1899 en 1904). Hij was met Willem Gehrels initiatiefnemer van het "Algemeen Ondersteuningsfonds voor Toonkunstenaars" en secretaris van de "Federatie van Nederlandse Toonkunstenaarsvereenigingen".
Op latere leeftijd vestigde hij zich te Amsterdam. Hij werd er logopedist en begeleidde er telefonisten werkzaam bij de PTT.

## Publicaties
Hij werd rond 1900 voornamelijk bekend vanwege publicaties, soms met broer Jan Veldkamp. Onderstaande publicaties werden uitgebracht, soms door J.B. Wolters:
- Practische muziekleer (delen 1 en 2)
- Eenvoudige dicteer-oefeningen (deel 1 do-sol, deel 2 do-do) met bijbehorende muziekboekjes
- Invoering van spreekonderwijs
- Spaar uw keel, wenken voor jonge moeders
- Vocalisen voor gemengd koor
- Van alles wat, zes bundeltjes kinderliederen
- De techniek van het spreken, Leerboek ten gebruike bij het zang- en spreekonderricht dat pas postuum (voltooid door dochter Hanny in 1947) werd uitgebracht, dat nog in de beginjaren tachtig werd gebruikt.

Volgens de Algemene muziek encyclopedie is de Veldkampstraat in Hollandscheveld naar vader en zoon/zonen vernoemd. Hij was ridder in de Orde van Oranje-Nassau. Zijn laatste jaren bracht hij door in de woning aan de Noorder Amstellaan 248. Volgens zijn "Bericht van overlijden" werd hij in stilte gecremeerd.